# Leptostylus heticus
Leptostylus heticus là một loài bọ cánh cứng trong họ Cerambycidae.